# Ramsey (Illinois)
Ramsey é uma vila localizada no estado americano de Illinois, no Condado de Fayette.

## Demografia
Segundo o censo americano de 2000, a sua população era de 1056 habitantes.
Em 2006, foi estimada uma população de 1066, um aumento de 10 (0.9%).

## Geografia
De acordo com o United States Census Bureau tem uma área de
2,6 km², dos quais 2,6 km² cobertos por terra e 0,0 km² cobertos por água. Ramsey localiza-se a aproximadamente 183 m acima do nível do mar.

## Localidades na vizinhança
O diagrama seguinte representa as localidades num raio de 20 km ao redor de Ramsey.